# Suikinkutsu

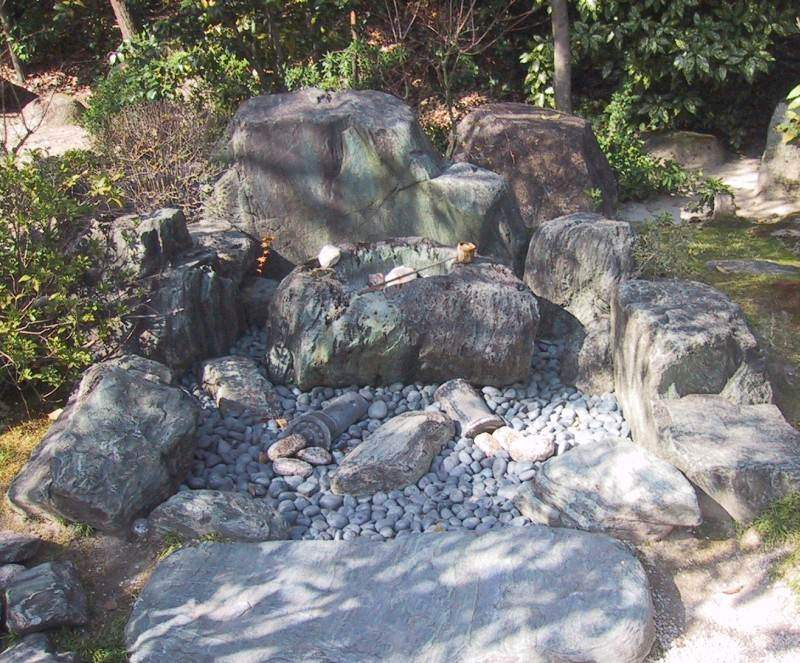
En suikinkutsu bland stenar

En suikinkutsu (japanska: 水琴窟, "vattenkotogrotta") är en typ av ett japanskt trädgårdsornament och musikanordning. En suikinkutsu består av en upp-och-nervänd begravd kruka med ett hål på toppen. Vatten droppar genom hålet på toppen, ner i en liten pool av vatten i krukan, vilket ger ett behagligt skvättande ljud som ljuder inne i krukan, likt en klocka eller en japansk cittra kallad koto. Den är ofta byggd nära en traditionell japansk stenbassäng kallad chozubachi, en del av ett tsukubai för att tvätta händerna före den japanska teceremonin.

## Filosofi
En viktig del i idén om suikinkutsu är att anläggningen är begravd under jorden och inte kan ses. Istället, när besökaren tvättar sina händer, hör personen i närheten plötsligt ett trivsamt ljud komma från underjorden. Det klara ljudet från vattendropparna sägs vara avslappnande och lugnande, och är även beskrivet som vackert och fridfullt. Estetiken har drag av wabi-sabi.

## Moderna variationer
Det finns flera moderna variationer som skiljer sig från den traditionella suikinkutsun. Listan under visar några möjligheter för en modern suikinkutsu.
- Den moderna suikinkutsun är inte alltid belägen nära ett chozubachi som traditionellt krävdes
- Suikinkutsu kan också vara byggda med ett återkommande vattenflöde för att få fram ljudet
- Det finns suikinkutsu som är gjorda i metall
- Suikinkutsu finns inte längre endast under jorden utan är också vanliga på bland annat på skulpturer och liknande
- Suikinkutsu finns installerade inomhus
- Allmänna platser som restauranger, affärer och kontor, kan ha ljudet av en suikinkutsu inspelat som senare sänds ut i ett högtalarsystem